# 張繼孟 (萬曆進士)
張繼孟（16世紀—1644年），字伯功，號泰岩，陕西鳳翔府扶風縣人，明朝政治人物。

## 生平
萬曆戊寅（1578年）十二月初三日生。張繼孟是萬曆四十三年（1615年）乙卯科陕西鄉試舉人，四十七年（1619年）登己未科三甲四十三名進士，都察院觀政，本年六月獲授山東即墨知縣，天啓二年調任潍县，三年遷南京湖廣道御史，五年任巡江御史，但未離開南京。之後他上奏籌劃遼陽六件事，最後說自己「被壓抑南京，遙錢神世界，公道無權。」指責。朝廷得知後譴責張繼孟，趙南星請求根據他的言論，思考偏重弊病，因此明熹宗下詔讓吏部挽回，於是厭惡他的人視他為東林黨人；很快他以不肯興建魏忠賢生祠被削籍歸鄉。
崇禎初年，張繼孟重起爲南京山東道監察御史，上陳防江八要，指責吏部尚書王永光《言踵至》疏奏謬誤，又彈劾南京兵部尚書胡應台貪污，王永光非常憎惡他。崇祯三年（1630年）張繼孟外任廣西府知府，當地土酋普名聲亂事尚未平定，他就設計毒殺，平定廣西。不就他擢任两淮鹽運使，因為對視鹽中官崔璘，被貶為保寧知府，再晉川西道副使。崇禎十七年（1644年）八月，張獻忠攻打成都，張繼孟協助龍文光守城，城破後被擒，不屈服而死。妻子賈氏同時殉死。

## 家族
曾祖張紀寧，教授。祖父張道顯，监生。父張涷。

## 引用
1. 1 2  錢海岳《南明史·卷三十六·列傳第十二》：張繼孟，字伯功，扶風人。萬曆四十七年進士。授即墨知縣。遷南京湖廣道御史，改巡江，未出都。奏籌遼六事，末言己「被抑南臺，繇錢神世界，公道無權。」詔令指責。以風聞對，被詰責。趙南星請因繼孟言，思偏重之弊，敕吏部挽回，於是忌者目繼孟為東林。尋以不建魏忠賢生祠，削籍歸。
2. ↑  錢海岳《南明史·卷三十六·列傳第十二》：崇禎初，起山東道，陳防江八要，疏指吏部尚書王永光《言踵至》一疏之謬，又劾南兵部尚書胡應台貪污。永光深嫉之，出為廣西知府。土酋普名聲久亂未靖，繼孟設計酖之，一方遂安。擢浙江鹽運使，忤視鹽中官崔璘，謫保寧知府，晉川西副使。十七年八月，張獻忠攻成都，佐龍文光設守。城破，被執不屈死。妻賈從殉。